# Air Austral
Air Austral – francuska linia lotnicza z siedzibą w Saint-Denis, na Reunion. Głównym węzłem jest port lotniczy Reunion.
Do Air Austral należy EWA Air – założona w 2013 na Majotcie regionalna linia lotnicza.

## Flota
Według stanu na kwiecień 2025 flota Air Austral składa się z 8 samolotów o średnim wieku 7,6 lat:
| Samolot          | Samolot | Samolot   | Liczba miejsc | Liczba miejsc | Liczba miejsc | Liczba miejsc | Uwagi |
| Model            | Aktywne | Zamówione | B             | P             | E             | Łącznie       | Uwagi |
| ---------------- | ------- | --------- | ------------- | ------------- | ------------- | ------------- | ----- |
| Airbus A220-300  | 3       | -         | -             | 12            | 120           | 132           |       |
| Boeing 777-300ER | 3       | -         | 18            | 40            | 384           | 442           |       |
| Boeing 787-8     | 2       | -         | 18            | -             | 244           | 262           |       |
| Łącznie          | 8       | 0         |               |               |               |               |       |